# Zentralschweiz am Sonntag
Die Zentralschweiz am Sonntag war die in der Zentralschweiz erscheinende Sonntagsausgabe der Luzerner Zeitung. Sie wurde 2008 von der LZ Medien AG lanciert. Wie die nur digital verfügbare Ostschweiz am Sonntag wurde sie seit dem 1. Oktober 2018 vom zwischen der NZZ-Mediengruppe und den AZ Medien gegründeten Joint Venture CH Media herausgegeben.

## Ausgaben und Gliederung
Die Zeitung wurde in einer Luzerner und einer Zuger Ausgabe herausgegeben, die sich jedoch nur auf wenigen Seiten im Bund Kantone unterschieden. Sie erschien im sogenannten Schweizer Zeitungsformat und umfasste sechs Bünde: Politik/Nachrichten/Kultur, Sport, Kantone, Schauplatz/Markt, Piazza und Wissen/Unterwegs. Neben nationalen, internationalen und Boulevard-Themen bot ein Regionalbund vertiefende Berichte aus der Zentralschweiz, Fotoreportagen und Kolumnen. Seit 25. September 2016 erschien die Zeitung in einem leicht geänderten Design mit neuem Logo und von 5 auf 6 Spalten erweitertem Satz.

## Auflage und Verteilung

Logo der Zentralschweiz am Sonntag bis September 2016

Die WEMF-beglaubigte Auflage startete bei 120'000 Exemplaren; sie sank bis 2018 auf 85'493 (Vj. 89'399) verkaufte bzw. 89'089 (Vj. 92'518) verbreitete Exemplare; die Reichweite betrug 184'000 (Vj. 196'000) Leser (WEMF MACH Basic 2018-II). Bis Ende 2008 wurde die Zeitung gratis an die Abonnenten der Neuen Luzerner Zeitung (heute Luzerner Zeitung) verteilt, seitdem wurde ein Aufschlag zum normalen Abonnementspreis erhoben.

## Joint VentureCH Mediamit den AZ Medien
2018 brachte die NZZ-Mediengruppe die Luzerner Zeitung zusammen mit dem St. Galler Tagblatt in das mit den AZ Medien gegründete Joint Venture CH Media ein, das beiden Gruppen zu gleichen Teilen gehört. Als Vorbereitung dazu wurden die Holdinggesellschaften der beiden Zeitungen, LZ Medien Holding AG und Tagblatt Medien Holding AG, zur RMH Regionalmedien AG fusioniert. Das Joint Venture umfasst unter anderem die Regionalzeitungen und die Radio- und TV-Stationen beider Unternehmen. Die Betriebsaufnahme erfolgte am 1. Oktober 2018.

## Einstellung
Im März 2019 kündigte CH Media an, die Zeitung aus finanziellen Gründen nicht länger drucken zu wollen. Einbrüche am Inseratemarkt hätten dazu geführt. Am 30. Juni 2019 erschien die letzte Ausgabe der Zentralschweiz am Sonntag, nachdem ähnliche regionale Sonntagszeitungen bereits zuvor eingestellt worden sind. Bei der Redaktion und der Zeitungszustellung kam es dadurch zu Stellenabbau. Als Ersatz bietet der Verlag der Leserschaft die Schweiz am Wochenende an. Dabei handelt es sich um eine 2017 von der az Nordwestschweiz erstmals verbreitete umfangreichere Samstagsausgabe. Diese erscheint seitdem in einer nationalen Ausgabe sowie in 26 regionalen Ausgaben.